# Адили, Мевлан
Мевлан Адили (30 марта 1994, Скопье, Македония) — северомакедонский и албанский футболист клуба «Шкендия».

## Клубная карьера
Является воспитанником северомакедонского клуба «Шкупи» из его родного города Скопье, где и начинал свою профессиональную карьеру. Далее выступал за «Шкендию», с которой Адили становился победителем лиги и обладателем Кубка страны. В 2017 году он успел поиграть в Румынии за «УТА» из города Арад, в 2019 году выступал за литовский «Жальгирисе», с которым завоевал серебряные медали чемпионата, с 2020 по 2022 годы выступал за албанский клуб «Влазния», став дважды обладателем Кубка страны. 3 августа 2022 года стало известно, что он перешёл в российский клуб «СКА-Хабаровск».